# Simone Pianigiani
Simone Pianigiani (Siena, 31 maggio 1969) è un allenatore di pallacanestro italiano.
Nel corso della sua carriera da allenatore, ha vinto sei campionati italiani, tre Coppe Italia, sette Supercoppe italiane, una Coppa di Turchia, un campionato israeliano e una Coppa di Lega israeliana.

## Biografia
Il 15 agosto 2008 viene insignito dal Comune di Siena del riconoscimento "Mangia d'oro", riservato ai senesi che si siano particolarmente distinti nel mondo.

## Carriera

### Club
La sua carriera di coach inizia molto presto: già a 26 anni, infatti, è assistente allenatore della squadra senese. Per undici anni lavora al fianco di Cesare Pancotto, Phil Melillo, Luca Dalmonte, Edoardo Rusconi, Fabrizio Frates, Ergin Ataman e Carlo Recalcati. In questo ruolo ha conquistato lo scudetto 2003-04, la Supercoppa Italiana 2004 e la Coppa Saporta del 2002. Ha inoltre allenato le giovanili di Siena, vincendo due scudetti Cadetti (2002 e 2003), uno Under 20 (2006) e due juniores (2004 e 2005).
Nella stagione 2006-07 esordisce come capo allenatore in Serie A con la Montepaschi Siena. Al primo anno Siena conquista lo scudetto battendo 3-0 nella serie finale la VidiVici Bologna. È nominato miglior allenatore della stagione 2006-07 e ottiene la riconferma sulla panchina biancoverde per la stagione successiva. Tra i giocatori allenati durante la stagione che ha portato lo scudetto a Siena da ricordare sono Terrell McIntyre (MVP della stagione regolare), Joe Forte e Rimantas Kaukėnas (MVP delle finali).
Nella stagione 2007-08 si riconferma con la Montepaschi Siena Campione d'Italia, battendo in finale la Virtus Roma per 4-1. La Montepaschi stabilisce il nuovo record di vittorie: solo 4 partite perse in tutto il campionato. In Eurolega, invece, arriva un terzo posto finale dopo un'ottima stagione, culminata con la Final 4 di Madrid, nella quale perde la semifinale contro il Maccabi Tel Aviv per 85-92.
Il 21 febbraio 2009, giorno della semifinale di Coppa Italia contro la Benetton Treviso, arriva a quota 100 partite vinte alla guida della sua squadra. Il 16 giugno 2009 vince il terzo scudetto consecutivo battendo in finale per 4-0 l'Armani Jeans Milano, con l'ennesimo record di 43 vittorie in 44 partite giocate nelle competizioni nazionali (Supercoppa, Coppa Italia, e campionato), che sono state tutte conquistate. Il PalaDozza di Bologna sarà l'unico campo non espugnato durante la regular season.
Nella stagione 2009-10 trionfa nuovamente in campionato, travolgendo in finale per il secondo anno consecutivo l'Armani Jeans Milano per 4-0, e vincendo quindi il suo quarto tricolore di fila, il quinto nella storia della MensSana. Conquista anche Coppa Italia e Supercoppa italiana battendo in entrambe le finali la Virtus Bologna, ottenendo così per il secondo anno di fila la conquista di tutti i trofei nazionali.
Il 2010-11 vede la Mens Sana partire senza i favori del pronostico a causa del pesante rinnovamento della squadra, orfana di McIntyre, Eze e Sato. Bastano però poche giornate per capire che il team di Pianigiani è ancora quello da battere: la Mens Sana prende la testa della classifica all'ottava giornata, sovrastando nello scontro diretto l'Armani Jeans 99-67, per non perderla più. Durante la stagione arrivano la vittoria della Coppa Italia contro Cantù e le Final Four di Barcellona. La stagione si conclude con la terza tripletta consecutiva grazie al 5º Scudetto di fila, conquistato il 19 giugno sempre ai danni di Cantù.
Il 19 giugno 2012, dopo la conquista del sesto campionato consecutivo, poi revocato, Simone Pianigiani dichiara di aver chiuso la sua esperienza alla guida di Siena. Cinque giorni dopo viene ufficializzato il suo ingaggio da parte del Fenerbahçe, con cui conquista la Coppa di Turchia. Il 24 febbraio 2013 si dimette dalla guida del club per motivi personali.
Il 20 giugno 2016 torna ad allenare un club a oltre tre anni di distanza dall'ultima volta, firmando un biennale con l'Hapoel Gerusalemme, con cui vince la Coppa di Lega israeliana e il campionato israeliano. Pochi giorni dopo la vittoria del suo primo titolo isreaeliano, Pianigiani si separa dall'Hapoel Gerusalemme.
Il 29 giugno 2017 diventa il nuovo allenatore dell'Olimpia Milano firmando un contratto triennale. Il 24 settembre 2017 conquista il suo primo trofeo da capo allenatore dell'Olimpia Milano: la Supercoppa italiana, disputata sul campo neutro di Forlì. Il 15 giugno 2018 arriva anche il secondo titolo, lo scudetto, conquistato superando in finale l’Aquila Trento; per l’Olimpia Milano si tratta del ventottesimo titolo nazionale mentre per Pianigiani è il sesto, dopo quelli vinti alla guida della Mens Sana Siena.
La stagione successiva, nonostante il secondo successo consecutivo nella Supercoppa italiana, si rivela invece deludente: l'Olimpia viene eliminata alle semifinali dei play-off scudetto dalla Dinamo Sassari, mentre in Eurolega non riesce a superare la prima fase. L'11 giugno 2019 il club comunica la rescissione consensuale del contratto con il tecnico.
Dopo una breve esperienza con i Beijing Ducks in Cina, torna in Europa nel giugno del 2023 con un contratto triennale con il Cedevita Olimpija Ljubljana che viene risolto consensualmente il 1° gennaio 2024.

### Nazionale italiana
Il 18 dicembre 2009 viene scelto dal presidente della FIP Dino Meneghin come nuovo commissario tecnico della nazionale italiana; la scelta suscita qualche polemica dovuta al fatto che Pianigiani rivestiva contemporaneamente anche l'incarico di allenatore della Mens Sana Siena. Il 3 novembre 2015, di comune accordo col Presidente della FIP Gianni Petrucci, lascia la panchina della Nazionale, rimanendo però come supervisore tecnico.

## Palmarès

### Club
- Campionato italiano: 6

Mens Sana Siena: 2006-2007, 2007-2008, 2008-2009, 2009-2010, 2010-2011
Olimpia Milano: 2017-2018
- Campionato italiano: 1 (revocato)

Mens Sana Siena: 2011-2012
- Supercoppa italiana: 7 (record)

Mens Sana Siena: 2007, 2008, 2009, 2010, 2011
Olimpia Milano: 2017, 2018
- Coppa Italia: 3

Mens Sana Siena: 2009, 2010, 2011
- Coppa Italia: 1 (revocato)

Mens Sana Siena: 2012
- Coppa di Turchia: 1

Fenerbahçe Istanbul: 2012-2013
- Campionato israeliano: 1

Hapoel Gerusalemme: 2016-2017
- Coppa di Lega israeliana: 1

Hapoel Gerusalemme: 2016
- Supercoppa slovena: 1

Cedevita Olimpija: 2023

### Individuale
- Miglior allenatore della Serie A: 1

Siena: 2006-2007
- Miglior allenatore della Ligat ha'Al: 1

Hapoel Gerusalemme B.C.: 2016-2017